# Ербакова, Елена
Елена Ербакова (род. 21 августа 1996) — российская актриса театра и кино, наиболее известная по одной из главных ролей в эпической драме Антона Мегердичева «Сердце Пармы».

## Биография
Родилась 21 августа 1996 года в селе Байтог Иркутской области.  С детства Елена увлекалась сценическим искусством, самостоятельно писала стихи и мечтала после школы принять участие в постановках Шекспира.
В 2018 году окончила Восточно-Сибирский государственный институт культуры.
В 2017—2020 годах работала в Государственном русском драматическом театре имени Бестужева (Улан-Удэ).
Её дебютной и большой ролью в кинематографе стала роль княгини-ламии Тичерть в фильме «Сердце Пармы» Благодаря успешной работе в кино, она была номинирована в номинации «Лучшая женская роль» на премию Золотой орёл. Её роль в «Сердце Пармы» была выделена Александром Кондрашовым, который в рецензии «Вредная невнятица» писал об этом: «Прекрасна уральская красавица Елена Ербакова в роли Тичерти — она заставила вспомнить о мистических героинях «Угрюм-реки».

## Награды и номинации
| Год  | Награда      | Категория           | Роль                 | Итог      | Ref.  |
| ---- | ------------ | ------------------- | -------------------- | --------- | ----- |
| 2023 | Золотой орёл | Лучшая женская роль | Сердце Пармы (фильм) | Номинация | [ 3 ] |